# Souveraine Justice des Échevins de Liège
La Souveraine Justice des Échevins Liège, appelée également Haute Justice de Liège, Souveraine Justice de Liège ou simplement Échevins de Liège, est un des tribunaux les plus importants de la Principauté de Liège exerçant une juridiction étendue, comparable à certains égards à celle du Grand Conseil de Malines dans les Pays-Bas espagnols puis autrichiens. La Souveraine Justice de Liège était compétente pour la ville de Liège en première instance au civil et au pénal, mais exerçait aussi une juridiction d'appel et de rencharge à l'échelle de la principauté. La Cour des Échevins de Liège est la cour de justice seigneuriale de l'évêque agissant en qualité de seigneur de Liège. 

## Histoire

### Origine
L'institution des échevinages remonte à Charlemagne qui, par un capitulaire de 803 ordonna d'établir dans toutes les localités des échevins au nombre de sept qui devaient assister aux plaids ordinaires et concourir avec le juge à rendre la justice.
Bien que Liège, au temps des Carolingiens, n'était encore qu'un vicus publicus, une terre du fisc, elle prit vers cette époque un essor rapide et s'éleva au rang de cité. Il est donc possible qu'une cour d'échevins y ait été instituée.
Cependant, les premiers temps de l'histoire échevinale sont incertains quant à leur existence même. Le chanoine Anselme, qui a écrit les gestes des évêques de Liège depuis saint Lambert jusqu'à Wazon, mort en 1048, ne fait pas mention des échevins. De plus, selon Camille de Borman, durant tout le cours du XIe siècle, il n'existe ni charte ni document quelconque qui certifierait de leur existence.
Cette absence de trace et de document peut s'expliquer par le non usage de l'écriture chez les laïcs et  rôle des échevins d'alors qui se bornaient à être les témoins de duels judiciaires. Une autre explication est le recours au tribunal de l'évêque, l'official, plutôt qu'aux tribunaux civils.
Le diplôme de 1107 par lequel l'empereur Henri V confirme les anciens privilèges de l'église de Liège ne fait aucune mention des échevins de Liège. Ce document confirme l'immunité ecclésiastique concédée, non seulement aux chanoines et aux clercs, mais également à leurs serviteurs et employés. Les laïcs sont également exemptées de la justice civile lorsqu'ils se rendent chez une chanoine. Le pouvoir séculier n'avait aucune action ni sur les cloîtres, ni sur les maisons des chanoines ainsi quelqu'un venait y habiter, sans être au service de l'église ou d'un chanoine, il ne pouvait être appréhendé que hors de la maison. 

### Première mention auXIIesiècle
La première mention des échevins date de 1113 : trois échevins liégeois Lietoldus, Wolgenus, Wezelo figurent comme témoins, après les religieux et avant les civils, à une charte donnée par deux bourgeois de Liège.
La cour échevinale elle-même apparaît dans les documents à l'occasion d'un différend. La collégiale Saint-Jean l'Évangéliste jouissait, en vertu d'une concession de l'empereur Othon, d'un droit d'octroi à prélever sur le produit de la foire annuelle de Visé. En 1130, les Hutois causèrent un grave incident en prétendant qu'aucun droit n'était dû sur les peaux des animaux sylvestres. Un jugement des échevins de Liège leur donna gain de cause. Mais, l'année suivante, l'empereur Lothaire se trouvant à Liège, le chapitre de Saint-Jean s'empressa de déférer l'affaire à sa décision souveraine. La charte originale d'Othon ayant été mise sous les yeux de l'empereur, en présence des princes de l'Empire et de plusieurs évêques et archevêques, celui-ci de son autorité suprême et de l'avis des grands de la Cour, cassa et annula la sentence des échevins.
Le plus ancien acte échevinal connu est une charte insérée par Jean d'Outremeuse dans sa chronique Ly Myreur des Histors. En 1258, l'avoué, le mayeur et les échevins de Liège donnent un règlement à la léproserie de Cornillon.
Elle débute en ces termes: « In nomine sancte et individue Trinitatis, amen. Theodericus advocatus, Henricus villicus Henricus, Renerusus, Colalardus, Libuinus, Jordanus scabini, ceterique cives Leodienses, omnibus fidelibus in perpetuum. Que ad pacis et salutis fructum spectare videntur, toto annisu tuenda et promovenda sunt, etc. »
Cependant, cet acte serait plus ancien que la date proposée par Jean d'Outremeuse. En effet, l'avoué, le mayeur et les échevins n'y figurent que par des prénoms, alors que dans les actes du milieu du XIIIe siècle, chaque individu est généralement désigné par un nom de baptême et par un nom de famille ou un sobriquet. De plus, en 1258, l'avoué de Liège ne se nommait pas Thierry, mais Baudouin, châtelain de Beaumont.
Wéry des Prez (Wedericus de Prato), était avoué de Liège en 1146 et vivait encore en 1153. Il légua en mourant l'église de Saint-Nicolas Outre-Meuse aux Prémontrés de Cornillon et eut pour successeur, comme avoué, son fils Thierry qui apparaît vers 1170, en 1176 et en 1189. C'est donc entre les années 1153 et 1189 que la charte en question fut donnée. Mais elle doit même être antérieure à l'année 1175, si elle est comparée à la charte par laquelle Gérard, comte de Looz, accorda, cette année, aux habitants de Brustem les mêmes droits et les mêmes franchises que ceux dont jouissaient les citoyens de Liège. Celle-ci fut donnée à l'intervention de plusieurs bourgeois notables de la cité, et, quoique le texte ne le dise pas, ils étaient probablement échevins pour la plupart.
Voici comment elle s'exprime: « Hujus faeti fiuerunt etiam testes probi et honesti viri cives Leodienses, hujus legis et libertatis dictatores et ordinatores Theodericus advoeatus, Jordanus et Libuinus, Libertus, Lambertus, Symon, Werycus, Nogerus, Bruno, Wernerus, Albertus. »
Nous retrouvons dans cette énumération quelques-uns de nos personnages de la charte de Cornillon. Outre l'avoué Thierry, Jordanus et Libuinus sont mentionnés ici en tête de la liste, placés dans l'autre à la queue. Ils ont donc vieilli, et la charte de Cornillon doit être antérieure à celle de Brustem de plusieurs années.

### XIIesiècle
En 1196, la charte octroyée par l'évêque Albert de Cuyck, confirmée en 1208 par l'empereur Philippe de Souabe, déclare que les bourgeois de Liège ne peuvent être régulièrement attraits que devant le tribunal des échevins. 

### Réformation de Groesbeek
Le 4 juillet 1572, le prince-évêque Gérard de Groesbeek réforme complètement les règles de procédure devant les tribunaux. Cette réforme a pour but d'éviter les abus et de réduire la longueur des procédures. Pour ce faire, des tarifs sont fixés, des conditions d'aptitude à la fonction d'échevin sont requises, des incompatibilités sont introduites, l'égalité devant la justice et l'indépendance des tribunaux sont consacrées.
Ce code connu sous le nom de Réformation de Groesbeek restera en vigueur jusqu'à la révolution liégeoise en 1789.

### Révolution liégeoise
Lors de la révolution, les échevins sont considérés comme des serviteurs du prince-évêque. Le 12 avril 1790, les échevins décident de suspendre leurs séances jusqu'à nouvel ordre. Le 18 mai suivant, les États leur enjoignent de reprendre leurs activités après avoir prêté un serment civique de fidélité à la Révolution du 18 août 1789 et aux États. En guise de réponse, tous les échevins présents (quatre d'entre eux ont quitté le pays) présentent leur démission. Le 12 février 1791, le prince-évêque, de retour d'exil, restaure l'Ancien Régime et invite les échevins à reprendre leurs fonctions. À partir de la fin du mois de novembre 1792 et durant toute la première occupation française, le fonctionnement du tribunal est à nouveau interrompu. La cour des échevins est rétablie au retour du prince-évêque, au début du mois de mars 1793. Le tribunal cessa définitivement de fonctionner en juillet 1794, la plupart des échevins suivant le prince-évêque sur la route de l'exil, fuyant l'avancée des troupes françaises.

## Composition
Avant l'annexion du pays de Liège à la France, il y avait dans chaque ville, chaque village ou seigneurie, un tribunal composé essentiellement d'un mayeur et de sept échevins; sa mission principale était d'administrer la justice tant civile que répressive aux habitants de son ressort.
À Liège, capitale de la Principauté, ce tribunal était composé de quatorze échevins, et il formait, indépendamment de la juridiction ordinaire, la cour d'appel des échevinages du pays. Un grand greffier, dix greffiers en chef, deux chambellans, plusieurs sous-greffiers, huissiers, facteurs et fiscs complétaient le personnel de la Souveraine Justice, à la fin du siècle dernier.

### Mayeur
Le premier rouage de tout tribunal échevinal, était le mayeur. Pas de mayeur, pas de justice; de manière que s'il plaisait au prince de suspendre son mayeur, ce dont il avait toujours le droit, le cours de la justice était interrompu.
À Liège, le mayeur, ou pour mieux dire, le grand, le souverain mayeur avait un double caractère : il présidait le tribunal échevinal et il était le chef de la police ou le grand officier judiciaire de la Cité.
Comme président, il siégeait anciennement en tenant à la main un bâton rouge, qu'on nommait la verge de la justice ou la verge du Seigneur. Lorsque le mayeur était révoqué, suspendu ou défunt, on disait que la verge était baissée ou tombée; le mayeur aussitôt nommé ou remis en fonction, la verge était redressée.
C'était au mayeur qu'il appartenait de faire mettre en warde de loi les preuves produites en justice, les faits, les dires des parties, des témoins : c'est-à-dire d'en faire prendre officiellement acte par les échevins.
Son rôle consistait encore à semoncer les échevins, c'est-à-dire à les requérir de donner leur avis, de prononcer leur sentence; mais il n'y participait pas autrement.
Comme grand officier, le mayeur remplissait dans la cité de Liège le même office que les baillis exerçaient dans le reste de la future Wallonie (Pays-Bas bourguignons...). C'est à lui qu'incombait le soin de rechercher et d'arrêter les délinquants et les malfaiteurs pour les faire juger par les échevins; de procurer ensuite l'exécution de la sentence régulièrement rendue. Parfois même, dans des cas graves et où il s'agissait de faire prompte justice, on reconnaissait au grand mayeur la prérogative exorbitante de mettre à mort, sans jugement et à sa bonne conscience, les criminels appréhendés, même hors le cas de flagrant délit et pourvu qu'il y eût une notoriété suffisante du crime.
Dès la fin du XIIIe siècle, nous voyons que le mayeur de Liège se faisait aider ou remplacer par un officier qu'il nommait lui-même et qui était appelé mayeur en féauté ou sous-mayeur. À partir du XVIe siècle, le sous-mayeur fut nommé directement par l'évêque. Enfin, en 1606, un sous-mayeur ne suffira plus à la tâche et le prince en nommera deux, dont l'un sera préposé au quartier d'Outremeuse.
Pour les œuvres de loi, où la présence du mayeur n'était en quelque sorte qu'une formalité, ce fonctionnaire est fréquemment remplacé par son clerc, par un échevin ou même par un chambellan.
Quant à leur rôle politique, il fut nul en quelque sorte, à cause du caractère toujours révocable et transitoire de leurs fonctions.

### Maistres des échevins
Chaque année, le jour de la fête de saint Simon et saint Jude (28 octobre) les échevins de Liège élisent entre eux deux maistres pris parmi eux. Cette coutume remonte, selon Jacques de Hemricourt, à un temps immémorial. Camille de Borman fait remarquer que la plus ancienne traces des maistres remonte à une charte de 1321, Alexandre de Saint-Servais et Gilles de Mouchet sont maistres le 16 mars 1322.
Les fonctions principales des maistres consistent à tenir les comptes de tous profits et émoluments dont la perception se faisait par les clercs et les chambellans. À l'issue de leur année d'exercice, ils rendent leurs comptes. S'il y a un déficit dans la caisse, ils sont tenus de le suppléer, s'il y a au contraire un surplus, leurs successeurs les remboursent en espèces.
Les maistres gardent les semaines, c'est-à-dire que chacun, à tour de rôle, est chargé de contrôler les chambellans. Ceux-ci leur remettent un compte tous les huit jours; on dresse une cédule de l'excédent des recettes sur les dépenses, et, au bout de l'année, ce sont ces cédules qui servent à établir le compte des maistres. Leur salaire, pour ce travail, est d'un vieux gros par semaine, à partager entre eux; mais il arrive que pour gagner cet argent les échevins résidents gardent eux-mêmes les semaines, alternativement; alors celui qui est de semaine remet la cédule aux maistres.
Les maistres touchent, de plus, quatre vieux gros tous les mois.
Il appartient aux maistres de sceller, à raison de six vieux gros par pièce, toutes les copies d'actes délivrées par les échevins; les lettres ouvertes à raison de deux gros tournois; et les lettres closes, à raison d'une quarte de vin pour chacun d'eux.
Enfin, les maistres répartissent entre les échevins résidents les droits apportés ou payés par les voir-jurés, ainsi que les honoraires dus par les parties lorsque ces voir-jurés venaient en recharge ou en consultation chez les échevins.
Telle était l'organisation à la fin du XIVe siècle. Il est bien probable que des modifications se produisirent insensiblement dans les attributions des maistres des échevins. Ainsi, dès la fin du XVIe siècle, on commence à rencontrer des copies d'actes délivrées, non plus sur parchemin scellé, mais sur papier et sous la signature du greffier. Les tarifs ne se modifiant que rarement et le pouvoir de l'argent continuant à baisser, il ne devait plus y avoir grand profit à la délivrance des actes scellés.
Toutefois les échevins continuèrent à nommer leurs maistres comme par le passé, il existe des traces de ces nominations jusqu'en 1674.
Par un règlement du 2 mai 1450, les échevins imposent à leurs maistres de déclarer dorénavant sous serment qu'ils n'avaient rien promis ni donné pour obtenir la maîtrise.

### Conseillers des échevins
D'après un usage ancien, dit Jacques de Hemricourt, les échevins peuvent avoir des conseillers ou des sages, clercs ou laïcs. Ceux-ci auront leur part dans les droits de réception des nouveaux échevins, mais rien de plus.
L'usage des conseillers a persisté jusqu'à la fin. Au XVe siècle il y en avait quatre « deux spirituels et deux temporels. »
L'avocat Arnold Hocht, docteur en droit, qui vivait à la fin du XVIe siècle, était conseiller des échevins.

## Investiture des échevins
La nomination des échevins de Liège appartient de droit à l'évêque ou à celui qui le remplace pendant la vacance du siège.
Jacques de Hemricourt, qui, dans la seconde moitié du XIVe siècle, fut, pendant plus de trente ans, secrétaire des échevins, par conséquent en position d'être exactement informé, assure qu'il n'y avait que deux conditions requises pour pouvoir devenir échevin : être âgé de quinze ans accomplis et être ydone, c'est-à-dire apte à remplir ces fonctions.
Quinze ans, c'était la majorité légale des Francs ripuaires. En fait, selon Camille de Borman, la charge d'échevin n'a jamais été confiée qu'à des hommes d'un âge suffisamment mur et rarement de moins de vingt-cinq ans.
Quant à la capacité requise, il est difficile, sinon impossible, de la préciser. Le bon sens pratique et l'intérêt que tous avaient à pourvoir la justice de magistrats de valeur, résolvaient cette question à la satisfaction générale. De plus, il n'existe aucune trace de plaintes qui se seraient élevées sur l'incapacité de ces juges. Toujours, au contraire, ils sont entourés d'un grand prestige, d'une haute autorité.
Il faut arriver au XVIe siècle pour rencontrer, parmi les échevins, l'un ou l'autre maistre ès arts, licencié ou docteur en droits. Mais bientôt, ce qui n'était qu'exception, devient règle générale et, à partir du XVIIe siècle, tous les échevins de Liège sont licenciés ou docteurs en droit.
En constatant qu'au temps de Hemricourt, l'âge et le savoir sont les seules conditions requises pour devenir échevin de Liège, il est surprenant que ce chroniqueur, si attentif à distinguer entre le bourgeois et le citain de Liège, ne fasse aucune mention de la nationalité de nos magistrats. Incontestablement, il n'était pas nécessaire d'être né à Liège pour y devenir échevin, mais fallait-il, au moins, avoir vu le jour dans la principauté ? Une distinction est ici nécessaire. Sur la liste des échevins créés par les évêques du XIVe siècle, on est forcé d'y reconnaître des étrangers au pays. Les Mulrepas, les Coune de Lonchin, les Tilman de Rosmel, Thierry de Moylant, Antoine del Wetringhe, Nicolas Oem paraissent indubitablement nés en pays voisins. Mais il est fort probable que ces personnages, favoris des évêques et arrivés à leur suite, avaient acquis, par leurs mariages avec des liégeoises, une sorte de nationalité d'adoption, suffisante, à cette époque, pour les rendre admissibles à tous les emplois. Plus tard, au contraire, et notamment dès la fin du XVe siècle, la nationalité liégeoise devient une condition formelle de l'admission à l'échevinage. La question est soulevée en 1477 pour la réception d'Adam de Clermont; et nous voyons, en 1630, les échevins se livrer à une enquête minutieuse sur le point de savoir si Givet-Notre-Dame, lieu d'origine des ancêtres de Gilles de Soy, faisait, ou non, partie du territoire de la principauté.
Une autre condition qui s'imposa rigoureusement à dater de la Réforme, ce fut la profession du culte catholique, non seulement par le récipiendaire, mais aussi par ses parents et ses quatre aïeuls. Il fallait, en outre, qu'ils fussent, tous, gens de bien ou de bome fame et réputation.
La constatation de ces faits exigeait une enquête et celle-ci se faisait devant deux ou trois échevins accompagnés d'un greffier. On entendait une foule de témoins, qui déclaraient, sous la foi du serment, ce qu'ils savaient touchant la filiation, l'honorabilité et la religion du récipiendaire, de ses père, mère, aïeuls, aïeules, bisaïeuls et bisaïeules dans toutes les lignes.
L'enquête terminée et les preuves reconnues suffisantes, il ne restait plus au nouvel échevin qu'à payer les droits accoutumés et il était admis au serment. Ces droits, dus à l'évêque, au mayeur, au sous-mayeur, aux échevins, etc. étaient évalués primitivement en setiers de vin. Du temps d'Hemricourt, ils montaient à quarante-trois setiers; un siècle après, à cinquante-cinq. Plus tard, les setiers s'étant transformés en écus sonnants, et le nombre des parties prenantes s'accroissant toujours, nous voyons les droits de réception s'élever à la somme respectable de 3 324 florins, qui paraît encore avoir été dépassée de beaucoup à la fin du XVIIIe siècle.
Il faut donc admettre que les fonctions échevinales rapportaient à celui qui en était investi, de quoi l'indemniser largement du sacrifice qu'il s'imposait.
Au sujet de la formalité du serment, Hemricourt précise que lorsqu'un nouvel échevin réclamait son admission, ce n'était pas au local ordinaire de la justice que cette cérémonie s'accomplissait. Les échevins conduisaient le récipiendaire à la cathédrale devant un autel, le plus souvent celui de la chapelle de Notre-Dame dit « sous les cloches», et c'est là qu'il prêtait le serment de fidélité. Nul autre que les échevins et leurs secrétaires n'était présent à ce serment, qui était tenu en grand secret
Le plus ancien en office parmi les assistants sommait le récipiendaire de répéter après lui la formule que voici:
« Vos jureis par les saints qui chi sont, et par tous ceaulx qui sont en paradis, et sour tous les sacramens qui furent oncke consacreis sour cest alteit, que vos asteis légitime, de loyaul mariaige engenreit, et frans sains nuls servage; et que, por l'offiche del esquevinaige avoir, vos n'aveiz donneit ne promis, par vos ne par altruy, en secret ou en appert, devant ne après, à queilconque persone, quatre deniers ne le » vaillant; et que d'ors en avant vos sereis vrayes, loyalx et féables à monsignor de Liége, à nos avoweis, auz citains de Liége, et à tous cheaux qui aront à plaidier pardevant vos; et wardereis leurs raisons sorlonc vostre sens et bon avis; et direis loyaul sommonce de mayeur de tous cas dont vous sereis saiges ou recargiés de par vos compangnons, en tous lyez dedens le franckiese de Liége, là vos sereis fours périlh de vostre corp; et wardereis tous nos secreis sains révéleir; et aydereis wardeir touttes nos droitures afférantes alle offiche de nos esquevinaiges; et se débas de parolles ou de plus grand mal, qui point ne soyet criminalx, y naisce entre vous et vos conesquevins, à cause de vostre offiche, vos en aureis soin delle amendeir ou de prendre amende raisonnaible à nostre ordinanche, sains révéleir le débat ne faire plainte aultrepart, et n'en quireis aultre juge; et jamaix ne soffrereis noveals esquevins à rechivoir s'ilh ne font pareilhe seriment. »
Après la prestation de ce serment intime, qui liait l'échevin envers ses collègues, ceux-ci présentaient le récipiendaire au chapitre de la cathédrale pour y prononcer le serment officiel, écrit au livre des chartes, et dès lors seulement le nouveau magistrat se trouvait investi de la plénitude de ses droits.
Les échevins de Liège étaient nommés à vie, ils pouvaient renoncer à leur office mais sans y mettre de condition ni de réserve en faveur d'autrui. Cependant, sur ce point, la rigueur des principes avait singulièrement fléchi dans les derniers siècles où le système des survivances était devenu en quelque sorte la règle.
Hemricourt énumère et explique les cas dans lesquels un échevin pouvait être privé de son office, par exemple, la révélation du secret professionnel, l'entrée en religion, l'inaccomplissement des devoirs de sa charge, enfin certains crimes graves qu'il désigne. Tout autre délit, l'excommunication même n'entraînait point privation de l'office.

## Compétence

### Œuvres de Lois
Le premier degré de juridiction de toute cour échevinale, en général, et de celle des échevins de Liège, en particulier, était ce qu'on a nommé la juridiction gracieuse ou les œuvres volontaires.
Avant la Révolution française on ne connaissait, au pays de Liège, ni l'enregistrement, ni le bureau des hypothèques. Ce sont là deux rouages nouvellement introduits dans le mécanisme social, mais qui ne forment cependant que le perfectionnement de choses préexistantes.
Avant cela, lorsque les parties contractantes voulaient assurer à leurs actes une pleine efficacité et les rendre valables vis-à-vis des tiers, elles présentaient ces actes à l'approbation des cours échevinales, qui les mettaient en warde (garde), c'est-à-dire en ordonnaient l'inscription dans leurs archives. Qu'il s'agisse de faire approuver un testament ou un contrat de mariage, les échevins y procédaient avec une certaine prudence et faisaient citer préalablement les proches parents ou ceux qui pouvaient avoir intérêt à contester ces pièces ou à y contredire; puis, après une procédure sommaire, l'acte était enregistré avec la mention des protestations qui s'étaient produites.
De plus, on pouvait, au moins jusqu'au XVIIe siècle, se rendre directement devant les échevins et passer devant eux, comme par devant notaire, les actes les plus divers. Beaucoup de testaments et de contrats de mariage ont été ainsi rédigés sans l'intervention d'un officier public quelconque.
Les actes approuvés ou enregistrés par les échevins de Liège étaient dits réalisés. Ils forment une collection de plus de deux mille volumes embrassant les années 1409 à 1794 et se composant de deux séries distinctes : les registres aux œuvres et les registres aux convenances et testaments. Le tout est conservé aux Archives de l'État à Liège.

### Compétence judiciaire
Concernant la compétence contentieuse des échevins de Liège, la cour jugeait tantôt en première instance, tantôt en appel.
En première instance, les échevins formaient la juridiction ordinaire, en matière civile comme en matière répressive, de tous les habitants de la Cité et de sa banlieue. Toutefois, il importe de faire ici une double restriction, quant aux biens et quant aux personnes. Durant tout le Moyen Âge et jusqu'à l'abolition de l'Ancien Régime, la propriété foncière était répartie, eu égard à son origine, en trois classes de biens enchevêtrés les uns dans les autres, mais ayant chacune ses lois et ses tribunaux différents. On distinguait les biens féodaux, allodiaux et censaux. Cette dernière classe était la plus importante : tout bien était présumé censal à moins que le contraire ne fût établi.
Lors d'un procès relatif à des droits réels, il n'était de la compétence des échevins de Liège, en première instance, que si l'objet du litige était un bien non féodal ni allodial, situé dans les limites de la franchise de Liège. Cependant, par dérogation à ce principe, les échevins de Liège avaient la juridiction gracieuse pour les biens allodiaux situés dans la franchise.
Quant aux personnes soumises à la juridiction des échevins, il faut en exonérer le clergé tout entier, avec ses extensions, qui, en vertu d'anciens privilèges impériaux, avait le droit d'être jugé exclusivement par les tribunaux ecclésiastiques, notamment par celui de l'official. En certaines matières relevant plus spécialement du domaine de la conscience, telles que les procès en nullité de mariage, de captation de testaments, etc., la compétence de l'official s'étendait même aux laïcs, à l'exclusion de celle des échevins. En d'autres matières enfin, le choix des deux tribunaux était abandonné aux parties. Cet état de choses amena naturellement de nombreux conflits. Dans le langage usuel de l'époque, le tribunal de l'official s'appelait le Droit, celui des échevins, la Loi.
En matière criminelle, les échevins de Liège jugeaient souverainement et sans appel. Il en fut de même, à l'origine, en matière civile. Mais à partir de 1531, leurs arrêts purent être déférés à une juridiction nouvelle, le Conseil ordinaire, spécialement créé à cet effet.
Comme juges d'appel, eux-mêmes, les échevins de Liège avaient un ressort extrêmement étendu et dépassant souvent les limites de la principauté. Plusieurs seigneuries situées en pays étranger mais appartenant à des églises de Liège, y étaient comprises. Jacques de Hemricourt va jusqu'à prétendre que de son temps plus de trois mille cours hautes-justiciaires allaient en appel aux échevins de Liège, sans compter les cours jurées et les cours basses « dont il n'est point de nombre. » Il s'agit d'une exagération manifeste.
L'étendue du ressort d'appel de la Haute Justice de Liège a subi les modifications imposées aux limites de la principauté elle-même. Le traité de Ryswick lui fit perdre le comté d'Agimont, les traités du 24 mai 1772 et du 26 août 1780, respectivement conclus avec la France et les Pays-Bas, consacrèrent d'importants échanges de territoires.
À l'appel devant les échevins se rattache un usage ancien, dont toute trace a disparu dans l'organisation judiciaire moderne. Il s'agit de la recharge ou rencharge. Lorsqu'une cour de justice avait à juger un cas difficile, un point de droit obscur ou embarrassant, au lieu de courir le risque de se faire réformer en appel, elle prenait prudemment les devants et commençait par soumettre l'affaire à l'examen des échevins de Liège. En matière criminelle, l'usage de la recharge prévalut et devint obligatoire pour toutes les cours ressortissant en appel aux échevins de Liège.

## Cris du Péron
Les cris du Péron sont les publications faites, au nom de l'autorité compétente, près du perron qui s'élève place du Marché, devant le peuple assemblé au son de la trompe.
Le droit de faire crier au Péron appartenait au prince, au tribunal des échevins et au magistrat de la Cité. C'était le seul mode de publication officielle. Le prince s'en servait pour promulguer les édits et ordonnances; le magistrat pour proclamer les admissions à la bourgeoisie, les nouvelles mesures de police, les ouvertures des foires et marchés, etc. et l'autorité judiciaire, pour faire connaître le cours légal des monnaies, le prix du grain, les décrets de bannissement, etc.
Ils étaient aussi pour la justice un moyen d'instruction. En effet, lorsqu'un meurtre ou tout autre acte criminel avait été commis dans le ressort judiciaire, les échevins le faisaient crier au perron en invitant le coupable à se faire connaître dans les trois jours, sous peine de se voir poursuivi d'office. Voici quelle était la formule ordinaire de ces publications:

« Ons fait assavoir de part messeigneurs le mayeur et les esquevins de Liége s'il est personne queilconque, borgois, fil de borgois, clerc, lays ou autres, de quelconque estat ou condition qu'il soit ou soient, qui, (tel jour, en tel endroit a fait telle chose)... qui ce at fait, fait faire, conseilhiet ou exhorteit delle faire, assisteit et sostenu les faituelz, le vengne ou vengnent cognoistre à haulte justice de Liége, dedans tyers jours; ou, les tyers jours passeis, ons en ferat enqueste, et qui coupauble sera trouveit, il serat pugniet et corrigiet selonc le loy de pays. »

Selon Stanislas Bormans, l'auteur du méfait, par crainte, vrai repentir, espoir de l'impunité, assurance dans son bon droit, ou lorsque la chose était trop notoire pour échapper au bras de la justice, se décidait très souvent à obéir à l'appel du tribunal. Les termes ordinaires de sa déclaration étaient:

« L'an ... comparurent par-devant nous (un tel et un tel), lesquelz, pour obéir à justice et respondre à cry et publication susdits, après seremens solempnes par eulx fais, nous raportarent comment (un tel) leur avoit donné charge comparoir par-devant nous, et en son nom faire tele cognissance qu'il avoit fait rédigier par escript sur une cédule de papier, dont le tenure s'ensiet: « Je, (un tel), ne veult ignorer que (à telle date, je n'aie fait telle chose). De quoy suy grandement dolent et repentant, en priant à Dieu tout-puissant et az amys merchy, présentant en lieu oportun et selon ma léale puissanche de amendeis le forfait et mésuz; donnant charge à (un tel et un tel) de, au nom de moy, comparoir pardevant très honorez seigneurs, messieurs mayeur et eschevins de Liége, et illec rapporter la cognissance en tel sorte qu'elle est rédigiée par escript. Advenu en la maison de ... à (telle date); et mis en warde de loy. »

Quelquefois le coupable, après avoir avoué une partie du fait, ajoutait : « Mais, qu'il ly aiet fait violence ne autres injures, jamais ne soy troverat (ou: le noiet; ou encore: autre chose ne cognoit). »
Le plus souvent personne ne se présentait pour assumer le poids de l'accusation, et alors la justice avait son cours.
L'origine des cris du Péron est inconnue et, sans doute, fort ancienne. Il est question d'eux dans la Loi nouvelle de 1355, dans le Statut de Maestricht de 1380 et dans la Paix de Saint-Jacques.

## Émoluments des échevins
Dans une pétition adressée au préfet Desmousseaux, en 1802, par les enfants de feu Guillaume-Arnold de Saren, échevin de Liège, il est dit que les revenus de la charge du défunt « se portoient année commune à trois mille florins Brabant-Liége, valant en argent de France trois mille six cent quarante six francs, septante un centimes. ». Rien ne fait supposer que cette évaluation ait été en dessous de la vérité. Or, si l'on tient compte des sacrifices pécuniaires que l'échevin devait s'imposer pour l'obtention de sa place, on ne dira pas que ces magistrats étaient trop grassement payés. Il est vrai que le trésor public n'intervenait pour rien dans leur traitement et que la clientèle seule en faisait les frais.
Tel était, du moins, incontestablement l'état des choses au Moyen Âge. Le Patron del Temporaliteit de Jacques de Hemricourt renseigne sur toutes les sources de profits que pouvait inscrire à son budget un échevin du XIVe siècle.
Les revenus les plus habituels et les plus abondants provenaient des droits payés par les parties pour la délivrance des lettres scellées, pour les approbations des testaments, contrats de mariages, de ventes, de louages, jugements ou œuvres de loi quelconques.
À côté de cela, il y a une foule de petits émoluments, dont quelques-uns disparaissent, sans doute, dans la suite des siècles, mais qui, pour la plupart, persistent jusqu'à la fin. En voici l'énumération:
1. À l'admission d'un nouveau confrère, chaque échevin recevait deux setiers de vin et le collège entier avait droit à un paste, un dîner. À la mort d'un échevin, le collège percevait une aime de vin. Toutefois, cette dernière prestation, qui s'était transformée en une somme de quatorze florins du Rhin, fut abolie par le règlement du 2 mai 1450[10], lequel introduisit, en revanche, l'obligation, pour le nouvel échevin, de payer un marc d'argent fin. Celui-ci était converti, au gré du corps échevinal, en une pièce d'argenterie sur laquelle le donateur pouvait faire graver ses armes. L'objet restait sa propriété et il pouvait en disposer par testament, s'il le léguait au corps échevinal, sa veuve ou ses héritiers n'avaient plus à payer l'approbation du testament.
2. À la réception du clerc des échevins et des deux chambellans, chaque échevin obtenait un setier de vin.
3. Lors de la réception des voir-jurés du charbonnage, du cordeau ou des eaux, il revenait à chaque échevin un demi-setier.
4. Pour toute recharge faite à une cour subalterne, ils avaient droit tous ensemble à quatre vieux gros; pour chaque conseil, deux vieux gros.
5. Ils étaient propriétaires de la maison de pierre du Détroit, dont ils louaient les locaux disponibles.
6. Il leur était annuellement dû un denier de bonne monnaie de cens sur le petit moulin « en Manghenie » parce qu'ils « wardaient les droitures » du biez de ce moulin et déterminaient l'amende dont il fallait punir ceux qui l'entravaient.
7. Ils avaient le droit de planchage, consistant en une redevance due par tous les marchands de poisson établis sur le Marché le jour de carême à l'heure de prime (6 h du matin). Chaque petit étal sur le pavé devait deux deniers, chaque grand étal sur « le rewe », quatre. Ce droit était perçu par les chambellans, assistés des boteilhons (sergents) pour contraindre les récalcitrants. Il était réparti entre le mayeur, les échevins résidents, leurs clercs et leurs chambellans; le mayeur prenait double part, les derniers demi part. En revanche les échevins étaient obligés de défendre gratuitement les droits du « rieu du Marché » chaque fois que les pécheurs le requéraient.
8. Quinze quarteaux de sel à prendre sur le tonlieu du sel appartenant à l'évêque et prélevé sur tout bateau arrivant au pont à la Goffe. Chaque échevin avait un quartal, le mayeur, le double. En revanche, ils devaient recorder gratuitement les droits du tonlieu.
9. Le jour de la Chandeleur (le 2 février), le coste de la cathédrale devait à chaque échevin deux chandelles de cire, au mayeur, quatre, à chacun des clercs et chambellans une. Le maire des fiefs de Saint-Lambert en devait autant. Jacques de Hemricourt explique l'origine de ces redevances[15].
10. Les boulangers de Liège tous ensemble donnaient aux échevins, aux quatre grandes fêtes de l'année, quatre gâteaux de pâte levée; au mayeur, le double; aux clercs et chambellans, la moitié.
11. Tout le corps échevinal avait droit à dix livraisons de vin, par an, savoir: à Pâques, à la Pentecôte, à l'Assomption, à la Toussaint, à la Saint-Martin, à la Noël, au premier janvier, à l'Épiphanie, à la Chandeleur et au Grand Carême. À chacune de ces fêtes, l'échevin recevait un setier de vin, le mayeur deux, le changeur, les clercs, les chambellans, un demi chacun. Une quarte de vin était due à chaque boteilhon, à la Saint-Martin.
12. Aux quatre grandes fêtes de l'année, chaque échevin, clerc, changeur ou chambellan avait droit à deux paires de gants; le mayeur, à quatre. Ces livraisons de vin et de gants étaient prélevées sur l'ensemble des amendes et des émoluments de la justice. Et comme ces amendes et émoluments appartenaient à l'évêque pour deux tiers et à l'avoué pour un tiers, évêque et avoué intervenaient dans ces livraisons suivant la même proportion.
13. L'évêque et l'avoué, encore dans la proportion indiquée, offraient aux échevins et à leurs subordonnés un paste (dîner) le jour des Cendres.
14. L'évêque, par l'intermédiaire du mayeur, payait aux échevins, clercs et chambellans les frais judiciaires dans les cas suivants: 
  - a) lorsqu'ils délimitaient les biens communaux;
  - b) à chaque formation de champ-clos;
  - c) lorsqu'on faisait l'essai des monnaies.
15. Le mayeur payait huit deniers liégeois, savoir un gros tournois à chaque échevin, et la moitié à chaque clerc et chambellan: 
  - a) pour toute enquête de cas criminel;
  - b) quand il s'agissait de constater une effraction;
  - c) lorsque le mayeur les requérait de sortir du Destroit pour jeter un command;
  - d) pour chaque cri du péron;
  - e) pour l'exécution des cas criminels qui touchaient « alle haulteur du signeur» ;
  - f) et dans d'autres cas encore

Quant aux droits spécifiés dans ces deux derniers numéros, une réforme fut introduite par Adolphe de La Marck. Cet évêque trouvant la charge trop lourde, préféra s'en libérer en abandonnant aux échevins le tiers des profits et émoluments de la justice.
Les échevins de Liège étaient, de temps immémorial, exempts de guet et de garde, sauf en cas de nécessité très urgente. Dans une attestation du 21 juillet 1632, ils déclarent avoir été exemptés « lors même que le clergé a été commandé d'assister la bourgeoisie à faire garde, et encore en tel cas, ils ont été employés en des fonctions convenables à leur estat et qualité ».
Le 24 octobre 1649, Ferdinand de Bavière leur accorda l'exemption de tous les impôts de la Cité. Il confirma en même temps leurs privilèges et surtout leur indépendance en matière judiciaire.

## Vacances et fêtes
Les échevins de Liège siégeaient tous les jours.
Le Nouveau régiment, édicté en 1424 par Jean de Heinsberg, statue qu'ils seront aux plaids à partir du second coup de prime (8 heures du matin) les lundis, mercredis et vendredis. Les recharges les occupaient le mardi et le jeudi; enfin, le samedi, on expédiait les jugements et l'on faisait les taxations des frais. Les œuvres des lois étaient reçues tous les jours.
Outre les vacances ordinaires qui commençaient vers la mi-juillet pour se prolonger jusqu'après la moisson, les échevins observaient au XVIIe siècle les fêtes suivantes :
Le jour de la Purification (2 février), ils assistaient à la procession de Saint-Lambert et recevaient de ce chef chacun quatre florins, indemnité qui leur était également allouée pour la plupart des fréquentations d'églises énumérées ci-après.
Le vendredi avant Laetare, ils se rendaient à 10 heures à l'église de Notre-Dame-aux-Fonts, pour y entendre le sermon d'un père récollet.
Le mardi de la Semaine sainte, ils entendaient la messe dans la chapelle de la prison et faisaient la visite aux prisonniers, après quoi le doyen d'âge recevait ses collègues à dîner.
Les trois derniers jours de la Semaine sainte, ils n'arrivaient au siège de la justice qu'à 11 heures pour expédier la besogne courante.
Les fêtes de Pâques duraient cinq jours; le vendredi suivant, il y avait procession, de même qu'aux fêtes de saint Marc et de saint Georges.
Durant les Rogations, les échevins n'arrivaient qu'à 9 heures et demi. Tous prenaient part à la procession.
Le dimanche de la Sainte Trinité, ils se rendaient au séminaire où l'on priait pour les confrères défunts, et le lendemain on y chantait une messe de Requiem.
La veille de la Fête-Dieu, ils assistaient aux vêpres dans le chœur de la cathédrale, le lendemain on les trouvait tous à la grand-messe et à la procession. Ce jour-là chaque échevin touchait cinquante florins.
Le jour de la fête de saint Gilles, festum palatii, les échevins avaient congé.
Enfin, la cour se faisait un devoir d'assister régulièrement aux vigiles et à l'anniversaire du dernier prince-évêque défunt.

## Siège échevinal
Depuis une date incertaine et jusqu'à la fin du XVIe siècle, le siège de la Souveraine Justice de Liège se trouvait établi dans la maison du Détroit située place du Marché contre la cathédrale Saint-Lambert et vis-à-vis de l'hôtel de ville. Selon Camille de Borman, le nom de Détroit vient du passage étroit qui séparait la maison de l'hôtel de ville alors que Julien Maquet estime que cela vient du latin districtus, qui signifie contrainte judiciaire.
Voici comment Louis Abry le décrit :

« Le haut et souverain consistoire des dits seigneurs eschevins de Liège, nommé anciennement le destroit, n'étoit qu'un domicile de trente pieds de long et vingt de large ou environ, bâti contre les degrés de la cathédrale au Marché, vis-à-vis du petit rieux et de la maison de ville. Elle avoit un petit chambray construit en bois sur les degrés méme, pour lequel on payoit sept marcs de cens au prévot de la Cathédrale. La sale de cette maison, située en haut, si vantée soub le nom de [salle] Saint Michel, servoit à leurs assemblées où ils décrétoient en pleine obédience et faisoient justice à un chacun. Comme ce bâtiment a été ruyné diverses fois, notamment par la destruction de Liége arrivée l'an 1468, elle fut depuis rebâtie et subsistoit encore en son entier l'an 1691 qu'elle fut brulée par le bombardement des Français, aux fêtes de la Pentecôte, avec la maison de ville et une bonne partie de la ville.
On y voyoit encore les boiseries et l'ameublement telle qu'ils l'ont quittée l'an... pour se placer au palais épiscopale, et les verrièrres blasonnées de leurs armes étoient de l'an 1528. Elle appartenoit de notre temps à un certain Rolloux qui la possédoit et les vestiges d'icelle se voyent encore par ses fondements. »

Cette maison était construite sur le terrain des encloîtres, et, par conséquent, soumise à l'immunité, on ne pouvait y rendre de jugements ni même y faire des œuvres de loi. Pour contourner la difficulté, on avait annexé à l'édifice une construction en bois qui s'étendait sur le Marché, terrain communal. La maison de bois était la propriété de l'évêque qui devait l'entretenir avec le produit des amendes.
Le 9 juin 1446, les échevins se trouvant sans doute à l'étroit dans leur vieux local, prirent en location, au prix de 18 florins, la maison joignante, appartenant à la Cathédrale et surnommée à cause du beau cellier qu'elle renfermait, la maison delle Crotte. Le bail fut renouvelé au même prix, le 28 août 1461, et l'immeuble delle Crotte, réuni probablement à celui du Destroit, ne fit plus qu'un avec lui.
Quelques années après, survint la destruction de Liège par Charles le Téméraire; mais le Destroit, faisant partie des cloîtres, fut préservé de l'incendie. Dès le 5 avril 1469, le chapitre utilise les locaux disponibles de ce bâtiment en les louant à un mercier. Voici comment ils sont décrits dans un renouvellement du même bail: « Le manson appellée de Destroit, jondant alle enclouze de notre engliese et venant sur le marchiet, assavoir le stal devant aux greis, là on soloit vendre des merchineries, aveuc le flaige basse et deux cambres, assavoir à chascunne costeit d'iceluy flaige une chambre, et ung staul pour deux chevals dessoubs iceluy hostaige, et plus riens ne desseur ne desoulx. »
Ces derniers mots ont certainement pour but d'exclure les parties du Destroit occupées par la Haute Justice. Dans un acte du 8 mars 1521 par lequel les échevins renouvellent, pour un terme de douze ans et pour un loyer annuel de 12 florins, les « parties et habitation de la maison delle Crotte, appelée communément le Destroit, lesquelles, ils et leurs prédécesseurs eschevins ont pour le passé tenu et mannyent du présent ». Les parties occupées par eux consistaient principalement en quatre chambres « assavoir, la place desseur sur le devant où journelement syent les clercs, la salle Sainct Michiel, le desseur delle Crotte, où ilz ont fait leur cousinne, ung chaffeur y joindans avec la descendée des degrez tendans sur la rue, dessoubs la tour, et autres aysemences y joindantes ». L'autel que les échevins entretenaient au Détroit dès le XVe siècle fut placé dans cette salle Saint-Michel, où ils rendaient leurs jugements et qu'ils avaient décorée de vitraux armoriés.
Par les actes ci-dessus, le chapitre de la Cathédrale affirmait nettement son droit de propriété sur l'immeuble formé par la réunion des maisons delle Crotte et du Destroit. En 1481, l'échevin Jean delle Xhurre ayant fait remplacer par une construction en pierre l'édifice de bois, se vit attrait en justice devant le doyen de Cologne, conservateur des privilèges du clergé. Le chapitre de Saint-Lambert lui reprochait d'avoir empiété sur ses droits, notamment en prenant le jour des fenêtres du Détroit. Finalement, on parvint à un arrangement, moyennant la promesse des échevins de rétablir les lieux dans leur état primitif, si le chapitre l'exigeait, et entre-temps de lui payer chaque année deux chapons. De nouveaux échevins ayant été admis le 28 juin et le 3 septembre 1483, le chapitre exigea d'eux le même engagement.
Un siècle plus tard, la propriété du Destroit fut remise en question par les échevins, qui se refusèrent d'en payer le loyer. Un procès s'ensuivit et l'affaire menaçait d'aller en cour romaine, lorsque les échevins, mieux avisés, cherchèrent à entrer en transaction. Le 17 septembre 1581, ils adressèrent au chapitre des propositions écrites portant en substance qu'ils lui reconnaîtraient la propriété en litige et consentiraient à payer dorénavant un loyer de cinquante florins, pourvu que le chapitre leur quittât les canons arriérés. Ces propositions ayant été en partie agréées, un accord fut signé le 23 janvier 1582.
Mais le chapitre cherchait à se débarrasser de ces hôtes incommodes. Il alléguait, avec raison d'ailleurs, que le voisinage de la cathédrale et de la maison judiciaire donnait lieu à de fréquents abus, que les allées et les venues des plaideurs passant par l'église et se querellant souvent à haute voix, causaient un scandale auquel il importait de mettre fin. On engagea les échevins à se fixer ailleurs. Il fut question de leur céder la maison claustrale de Manderscheit et un plan fut même dressé pour son appropriation, mais ces projets ne purent aboutir. Le chapitre offrit alors, pour y bâtir, un emplacement situé vis-à-vis de l'hôpital à la Chaîne, sur la Basse-Sauvenière, ou un autre situé entre l'église Saint-Lambert et le palais, du côté des Onze-mille-Vierges. Ces propositions restèrent sans suite. Cependant, le bail de six ans conclu par les échevins allait expirer et le chapitre était bien décidé à ne plus le renouveler. Après de nombreux pourparlers, le prince-évêque consentit en 1589 à installer la Haute Justice au palais, et les échevins abandonnèrent le vieux Destroit, qui aussitôt fut mis en vente publique.
Depuis lors, le siège des échevins de Liège n'a plus varié, jusqu'à sa suppression en 1794.

## Sources
Malgré les destructions infligées par le bombardement de décembre 1944, le fonds reste imposant. Les archives des échevins de Liège (ou de la Souveraine Justice de Liège) constituent encore un des plus riches fonds d'archives d'Ancien Régime de Belgique. Quantitativement, l'ensemble représente actuellement environ 600 mètres linéaires et les dossiers de procès représentent, à eux seuls, environ 200 mètres linéaires.
Le fonds est divisé en treize sous-fonds : 
- Embrevures (actes " en bref ", analyses sommaires des œuvres de loi),
- Œuvres (actes passés devant la cour ou homologués par elle),
- Obligations (conventions et contrats ayant pour objet des biens meubles),
- Grand Greffe,
- Annexe du Grand Greffe,
- Convenances (contrats de mariage) et testaments,
- Saisies,
- Paroffres (assignations à comparaître en justice pour l'exécution d'une convention ou la réparation d'un dommage),
- Paroffres et saisies,
- Appels,
- Actes portés pour réalisation (terme désignant l'enregistrement, l'homologation des actes, soit leur transcription dans des registres ad hocperme),
- Procès,
- Parchemins.

### Œuvres des Échevins de la Souveraine Justice de Liège
Le fonds des œuvres des Échevins de la Souveraine Justice de Liège conservé aux Archives de l'État à Liège constitue l'équivalent de l'enregistrement contemporain. Celui-ci compte 1 750 registres d'actes originaux, couvrant la période 1409–1797, contenant chacun environ 400 folios, soit plus ou moins 750 actes reprenant les contrats impliquant des opérations translatives de droits réels entre vifs (ventes, locations, donations, échanges, successions, hypothèques…).

### Scabinatus 4000
Scabinatus 4000 est une base de données informatique initiée en 2004 reprenant les registres aux œuvres des Échevins de la Souveraine Justice de Liège. Cet outil est développé par le Service de l'archéologie avec le soutien du Département du patrimoine de la Région wallonne en partenariat avec le Département Transitions. Moyen Âge et première Modernité de l'université de Liège.
Il permet d'effectuer des recherches par date, parties, fonds par nature juridique de l'acte ou encore par registre et folio.